# Hopslagare
Hopslagare var förr yrkestitel för en arbetare i ett välljärnsverk som utförde smältornas hopslagning och kontrollerade smältsmedernas arbete.